# أبو الخذر
قرية أبو الخذر هي إحدى القرى التابعة لمركز أبو حمص في محافظة البحيرة في جمهورية مصر العربية. حسب إحصاءات سنة 2006، بلغ إجمالي السكان في أبو الخذر 9651 نسمة، منهم 4829 رجل و4822 امرأة.